# 卜蘭溢
卜蘭溢爵士KCMG（1867年9月12日—1943年）是英國公務員，曾任埃及司法部法律顧問，亦是香港大學第二任校長。

## 早年
卜蘭溢是韋斯利·卜蘭溢神父及安妮·湯布森的二子，他先後就讀巴斯的京士活學校以及劍橋大學三一學院，並在1888年和1892年先後以文學士和文學碩士畢業。卜蘭溢亦是一名卓越的數學家，更在1888年取得資深牧人（指在數學考核中表現優異的學生）的第二名。1890年擔任劍橋協會會長。
1894年，卜蘭溢在林肯律師學院取得大律師資格。兩年後與美國人貝法·毛德·韋邦成婚。

## 埃及
1898年起的23年，卜蘭溢在埃及政府供職，期間曾經出任多項職務。1903年至1916年出任法律顧問，任內的1914年有份草擬英國保護國埃及蘇丹國的成立；1916至1919年出任司法顧問；1917至1919年署任經濟顧問，任內控制基本用品的供給和價格。
1917年4月，英國控制下的埃及政府成立司法改革委員會，由卜蘭溢出任主席，因此又被稱爲卜蘭溢委員會。委員會在翌年建議鞏固英國的治權，招致埃及人強烈反抗。卜蘭溢明顯輕視埃及人的反對，被問到如何回應可能出現的大規模民憤時，他僅指會「吐口水滅火」。
1919年前，卜蘭溢表明厭惡將埃及保護國改制為殖民地之類，當時他更有可能被人刺殺。
1920年，卜蘭溢因身體抱恙而退休，退出公務員隊伍。

## 香港
1921年1月，卜蘭溢獲英廷殖民地大臣阿尔弗雷德·米尔纳任命為香港大學校長後，抵港履新:63。大學當時仍是成立初期，首屆學生在四年前才畢業，而且校方財政不穩，因此卜蘭溢在任的三年旨在以微薄資源支撐學校，幸好獲得前校長佐敦教授領頭，成功眾籌超過三十萬元，再加上其他人繼續捐款協助:65。卜蘭溢的首年校長生涯不斷尋找資金，成功成立多個由外地贊助的獎學金:64。雖然卜蘭溢成功挽救大學免於財政敗壞，但卜蘭溢被視為守舊冷峻，並不適合擔任校長:63,69。卜蘭溢最終在1924年2月離職:71。

## 美國
卜蘭溢後來專注美國法律，並在1933年撰有關於美國刑事程序守則草稿的文章。

## 榮譽
1907年，時任埃及司法部赫迪夫顧問的卜蘭溢獲頒聖米迦勒及聖喬治勳章；1916年，卜蘭溢因任蘇丹國法律顧問而成為爵級司令；卜蘭溢也獲頒奧斯曼尼耶大軍官勳章和尼羅勳章。
1924年，卜蘭溢獲頒香港大學法學士榮譽學位。